# Абидос
А́бидос (Абджу егип. ȝbḏw, копт. Ⲉⲃⲱⲧ Ebōt, др.-греч. Ἄβυδος, араб. أبيدوس‎ Abīdūs) — древний город в Египте. Входил в VIII верхнеегипетский ном. С середины IV тысячелетия до н. э. — важный религиозный центр. Первоначально центр почитания Хентиаменти и Упуаута. В эпоху Древнего царства и I переходного периода Хентиаменти поглощается образом Осириса, и Абидос становится одним из главных осирических центров.
Располагается на левом берегу реки Нил, близ современного населённого пункта Эль-Араба-эль-Мадфуна — в 98 км на север от Дендеры.
В 1818 году Бонкесом был найден «Абидосский список» с иероглифами и списком 76 фараонов-предшественников Рамсеса II, в 1835 приобретённый Британским музеем. В храме Сети I была обнаружена ещё одна подобная таблица, дополняющая предыдущую находку. Этот обнаруженный «список фараонов» послужил египтологам важнейшим ключом для дешифровки иероглифов и составления хронологии династий Древнего Египта.

## История

### Додинастическое и раннединастическое время
Регион был населён уже в додинастическое время; более того, до подъёма Мемфиса в XXX в. до н. э. Абидос оспаривал у Урука честь называться самым большим и населённым городом на Земле (см. здесь).
В царском некрополе Умм-эль-Кааб, расположенном в 1,5 км к западу от Абидоса, найдены памятники додинастических правителей и кенотафы царей I—II династий. Гробница, сооружённая для царя I династии Джера, по крайней мере, со времени Среднего царства принималась за гробницу Осириса. В Абидосе найдены крепости царей II династии Перибсена и Хасехемуи. Сохранились также надписи раннединастического времени. Древнейшие памятники (археологические остатки культуры Нагада, гробницы) относятся к 4 тысячелетию до н. э.

### Древнее царство
В эпоху Старого царства уже существовал храм в Абидосе, он был перестроен при Пепи I. Сохранились иммунитетные декреты Нефериркара, Тети и неизвестного царя Древнего царства местному жречеству. В Абидосе найдены печати Усеркафа, Сахура, Ниусерра.

### I переходный период и Среднее царство
В эпоху I переходного периода VIII верхнеегипетский ном переходил из рук в руки в ходе борьбы между фиванцами и гераклеополитами, о чём свидетельствуют «Поучение Мерикара», памятники Иниотефа II и его современников. Сохранились фрагменты храмов двойников Ментухотепа II и Ментухотепа III. С эпохи XI династии в Абидосе начинается связанное с культом Осириса широкое сооружение поминальных памятников чиновниками из разных частей Египта. Эти стелы и часовни не являлись гробницами, но обеспечивали воздвигшим участие в церемониях культа Осириса. Паломничество в Абидос включало мистерии, сопровождавшиеся религиозными обрядами, в том числе обрядом посещения «могилы» Осириса.

### Новое царство
Яхмос I XVIII династии построил здесь храм и пирамиду. Она считается последней пирамидой фараонов.
При царях XIX династии, Сети I и его сыне Рамсесе II были построены два храма, посвящённые Осирису и другим богам, а также кенотаф Сети I.
К началу нашей эры на месте Абидоса было лишь незначительное селение, впоследствии опустевшее.

### Исследования Абидоса
В 1818 году в храме Рамсеса II был найден знаменитый рельеф, так называемый Абидосский список царей, в котором перечислены в хронологическом порядке имена фараонов — предшественников Рамсеса II. Открытый Уильямом Джоном Бэйнксом, этот список явился основой для трудов Шампольона и Лепсиуса. В 1835 г. рельеф был приобретён Британским музеем. Верхняя часть рельефа имеет дефект, но, благодаря найденному в 1864 г. в ходе раскопок в соседнем храме Сети I другому подобному рельефу, названному таблица Абидоса, стало возможным дополнить недостающие имена фараонов. Эти важные раскопки, произведённые Огюстом Мариеттом, описаны в его работе «Abydos, description des fouilles», (2 т., Paris, 1869—1880) с планами, рисунками и надписями. С конца XIX века в Абидосе регулярно проводились археологические раскопки (помимо Мариэтта, Абидос исследовали Эмиль Амелино, Флиндерс Питри; во второй половине XX века — Гюнтер Дрейер, Дэвид О’Коннор).

## В настоящее время
Абидосский комплекс включает некрополи, остатки двух укреплённых дворцов, относящихся ко II династии (первая половина 3-го тысячелетия до н. э.), поминальные царские храмы. Из последних наиболее известен большой поминальный храм Сети I XIV—XIII веков до н. э. с двумя гипостилями, двумя дворами, семью молельнями и украшенными хорошо сохранившимися рельефами залами. Рядом с этим храмом находится подземный кенотаф Сети I. Примечателен также посвящённый Осирису храм, построенный при Рамзесе II.
В ноябре 2016 года у берегов Нила, вблизи храма фараона Сети I в Абидосе учёные обнаружили древний город, возрастом более 5 тысяч лет со зданиями, инструментами, бытовой и кухонной утварью и крупными гробницами. По предположениям учёных, в городе проживали высокопоставленные чиновники и строители гробниц. 
В марте 2025 года археологи сообщили об открытии в некрополе на глубине более 7 метров большой гробницы неизвестного фараона возрастом 3,6 тыс. лет, которая была разграблена в древности. В гробнице не было обнаружено опознаваемых останков скелета, а иероглифы с именем правителя стали нечитаемыми, однако из-за схожести с найденной в 2014 году гробницей фараона Сенебкая специалисты полагают, что в ней был похоронен фараон Сенааиб или фараон Пэнтджени из Абидосской династии.

## Абидосские иероглифы
Некоторые иероглифы, вырезанные на арке храма, в эзотерике и уфологии иногда трактуют как изображение современной техники. Их часто описывают как вертолёт, танк или субмарину, самолёт или даже НЛО. Причиной возникновения таких форм стало ретуширование, удалившее ключевые детали гравировки. При исследовании оригинала иероглифов провокационные изображения оказываются результатами эрозии и поздними реконструкциями, нарисованными поверх оригинала, что создаёт иллюзорные образы современных машин..

## В кинематографе
- В научно-фантастическом фильме и франшизе «Звёздные врата» "Звёздные Врата ЗВ-1" Абидос — название планеты, куда была отправлена команда полковника О’Нила.